# Batalion ON „Kcynia”

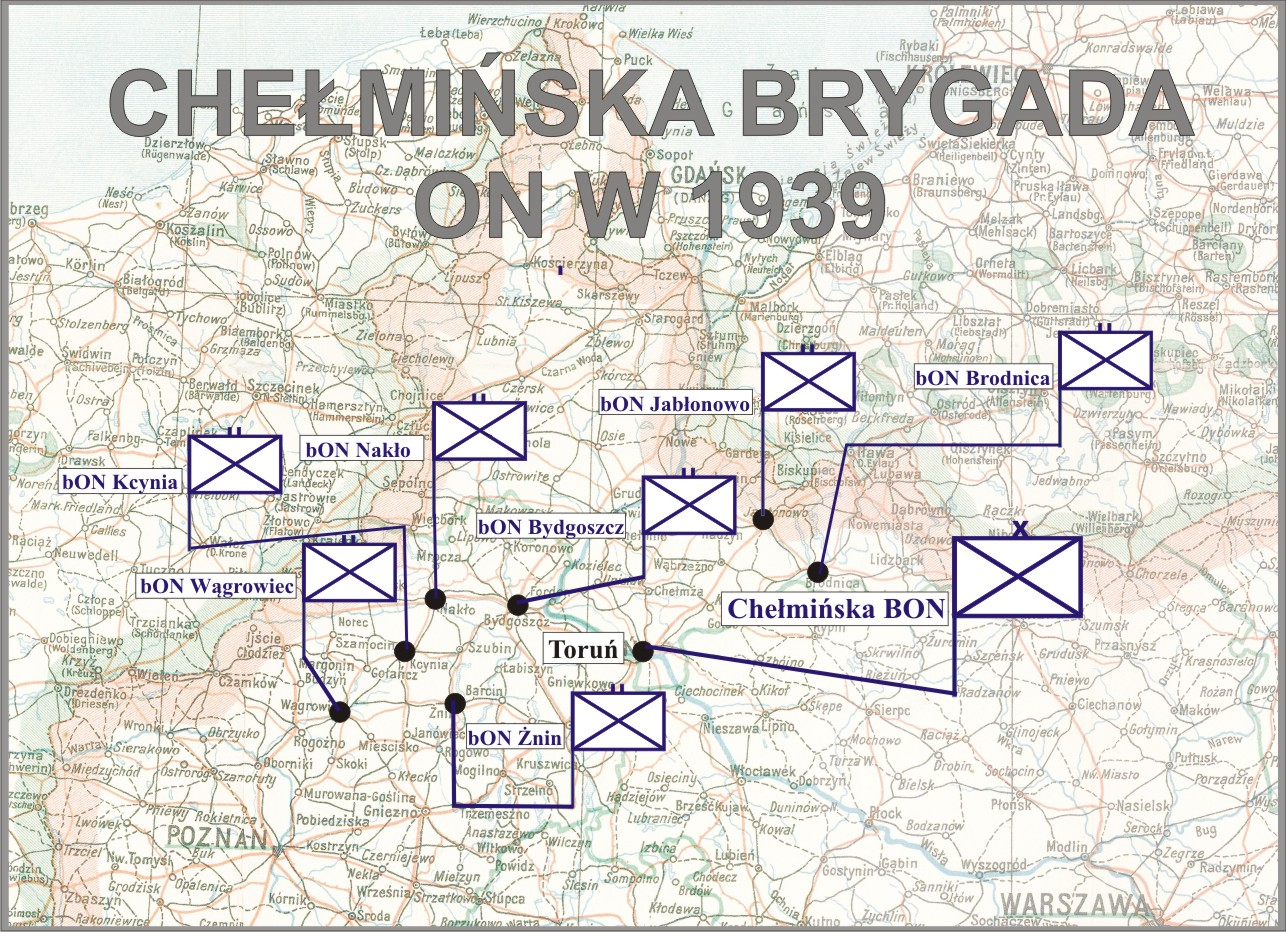
Chełmińska ON

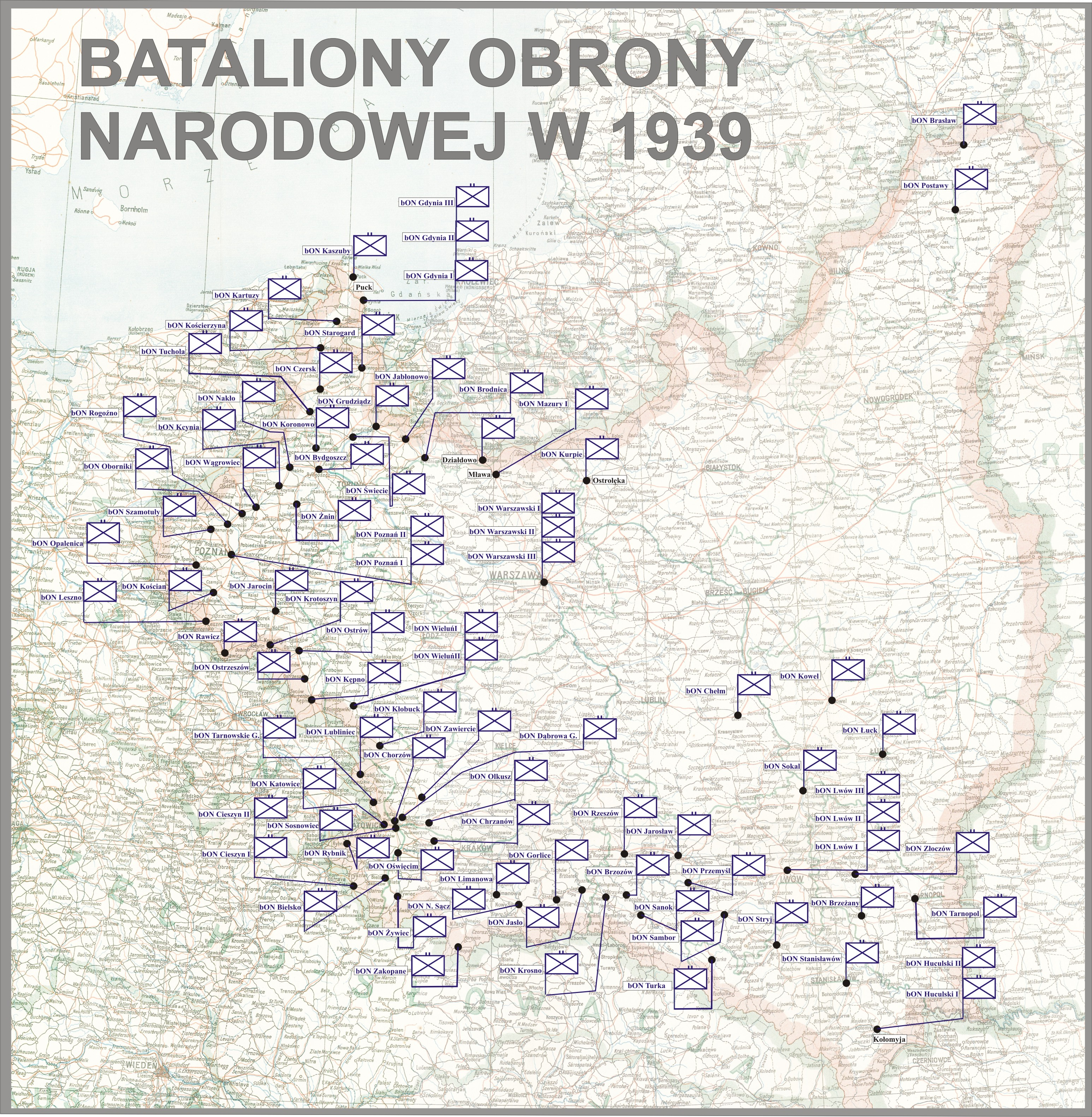
Obrona Narodowa w 1939

Batalion Obrony Narodowej „Kcynia” – (Kcyński batalion ON) batalion piechoty typ specjalny nr 83 – pododdział piechoty Wojska Polskiego w II Rzeczypospolitej. 

## Formowanie i zmiany organizacyjne
Batalion sformowano w  1937 roku. Podlegał gospodarczo 61 pułkowi piechoty. 26 listopada 1937 zmieniono podległość gospodarczą batalionu na  62 pułk piechoty. Batalion wchodził w skład Pomorskiej Brygady ON i składał się z czterech kompanii: „Kcynia”, „Żnin”, „Szubin” i „Chodzież”. Wiosną 1939 batalion przeorganizowano na typ II, w tym samym czasie brygada, której batalion podlegał, zmieniła nazwę na Chełmińska Brygada ON . Kompania ON „Żnin” w maju 1939 weszła w skład nowo utworzonego batalionu ON „Żnin” typu „S”. Zgodnie z planem mobilizacyjnym „W“ w dniu 24 sierpnia 1939 podczas mobilizacji alarmowej na bazie batalionu ON „Kcynia“, sformowano batalion piechoty spec. nr 83.

## Batalion piechoty spec nr 83 w kampanii wrześniowej
W dniu 31 sierpnia 83 batalion piechoty był w składzie 26 Dywizji Piechoty, wchodzącej w skład Armii „Poznań”. Wchodził w skład odcinka „Gołańcz“ zajmowanego przez 10 pułk piechoty i dywizjon III/26 pułku artylerii lekkiej. 83 batalion bez 3 kompanii strzeleckiej bronił miasta Kcyni, zabarykadował wjazdy do miasta. 1 września podjął walki obronne z niemieckimi patrolami rozpoznawczymi. 3 kompania strzelecka stacjonowała w Chodzieży, 1 września stoczyła potyczkę w obronie mostu na Noteci w Miliczu. Z uwagi na znaczną przewagę ogniową i liczebną sił niemieckich kompania wycofała się z Chodzieży w kierunku Wągrowca, opóźniając posuwanie się patroli niemieckich. Następnie po zebraniu całości  3 kompanii nocą 1/2 września kompania pomaszerowała do Kcyni, gdzie dołączyła do batalionu. 2 września 83 batalion piechoty przemieścił się do Szubina, skąd 3 września 3 kompania strzelecka wykonała wypadu do rejonu Brzozy w pobliżu Bydgoszczy. W okolicach Brzozy stoczyła potyczkę z niemiecką kompanią piechoty zmuszając ją do odwrotu. 3 września po południu zgodnie z rozkazem dowództwa armii, 26 DP otrzymała rozkaz odwrotu na pozycję żnińską, wraz z dywizja maszerował 83 batalion z Szubina do Sosnowiec Małych w pobliżu Łabiszyna. Wydzielona 3 kompania wraz z 10 pp obsadziła odcinek „Królikowo“ na pozycji pośredniej, osłaniając manewr 26 DP. 
4 września 83 batalion, wraz ze zgrupowaniem płk. dypl. Tadeusza Parafińskiego z 26 DP obsadził odcinek „Łabiszyn“ na pododcinku Kołaczkowo-Drogosław. 5 września do batalionu dołączyła 3 kompania, pododdziały na pozycjach obronnych ryglowały ogniem broni maszynowej, północny skraj lasu nadleśnictwa Nakło. Od 5 września 26 DP, a wraz z nią 83 batalion piechoty wszedł w skład Armii „Pomorze“. 6 września 83 batalion piechoty, załamał natarcie niemieckiej piechoty, która od strony Bydgoszczy, po sforsowaniu Noteci w rejonie Nowe Dąbie, uderzyła na stanowiska obronne  batalionu. Natarciu niemieckiemu zadano duże straty osobowe i zdobyto dużo broni. Po walkach nocą 6/7 września batalion wycofał się w kierunku Inowrocławia i 8 września rano osiągnął rejon majątku Żydowo. Następnie od 8 września Armia „Pomorze“ została podporządkowana gen. dyw. Tadeuszowi Kutrzebie. W dniu 9 września 83 batalion piechoty wraz z innymi jednostkami; batalionem ON „Żnin“, batalionem ON „Wągrowiec“, 6 batalionem strzelców, 67 dywizjonem artylerii lekkiej i kompaniami Straży Granicznej, został wyłączony z podporządkowania 26 DP i wszedł w skład Zgrupowania płk. Stanisława Siudy. 
Zadaniem Zgrupowania płk. Stanisława Siudy była osłona tyłów połączonych armii podczas ich bitwy nad Bzurą, od strony zachodniej i północnej. Jednostki te 10 września utworzyły improwizowany pułk Obrony Narodowej pod dowództwem mjr. Mariana Kwiatkowskiego. Pułk ten stanowił odwód dowódcy zgrupowania i zajął 11 września stanowiska w rejonie Kłodawy, z dowództwem pułku w kolonii Cząstków. Od 12 września Zgrupowanie ON płk. Stanisława Siudy podporządkowano dowódcy Grupy Operacyjnej gen. Michała Tokarzewskiego-Karaszewicza. 13 września pułk mjr. Mariana Kwiatkowskiego w składzie 6 bs, 83 bp, batalion ON „Żnin“ i 67 dal zajął obronę w kierunku północnym od Przedacza do Chodecza. Nawiązano kontakt ogniowy z podchodzącymi pododdziałami niemieckimi, rozpoznawano patrolami teren na północ od stanowisk obronnych. Nocą 13/14 września w ślad za obu armiami pułk mjr. Kwiatkowskiego i całe zgrupowanie płk. Siudy, odmaszerowało na następną rubież obrony. Pułk wraz z 83 bp zajął rejon lasów na północny wschód od folwarku Muchnice, jako odwód zgrupowania. 15 września dokonano dalszych przegrupowań do pułku mjr. Kwiatkowskiego włączono ponownie batalion ON „Wągrowiec“, a wyłączono 83 batalion piechoty. 
15 września 83 baon piechoty wraz z batalionem ON „Bydgoszcz” utworzył zgrupowanie pod dowództwem mjr. Jana Gawrońskiego. Miało ono przejść w rejon Korzeń - Antoninów i zabezpieczyć przesmyki między jeziorami Zdworskie i Łąckie oraz między jeziorem Łąckim i m. Stare Budy . Oba bataliony przejęły stanowiska obronne 15 Dywizji Piechoty, która pomaszerowała w kierunku Bzury, celem otwarcia przejścia dla jednostek obu armii do Puszczy Kampinoskiej. 83 batalion stoczył zwycięską potyczkę pod Łaniętami z oddziałami niemieckiej piechoty. Następnie przeszedł w rejon Gąbina, gdzie zajął pozycje obronne. 17 września do godzin popołudniowych, na stanowiskach obronnych odparł kilkakrotne natarcia piechoty niemieckiej. W trakcie walki poniósł ciężkie straty osobowe. Będąc w stałej styczności z nieprzyjacielem, pod jego naporem, cofał się nad Bzurę. Tu większość żołnierzy 83 batalionu piechoty dostała się do niewoli, niewielka grupa przebiła się do Puszczy Kampinoskiej i dotarła do Modlina, gdzie walczyła do jego kapitulacji.

## Obsada personalna batalionu
Obsada personalna batalionu w marcu 1939 roku 
- dowódca batalionu – mjr piech. Władysław III Pawłowski[b]
- dowódca 1 kompanii ON „Kcynia” – kpt. adm. (piech.) Jan Kaperek[c]
- dowódca 2 kompanii ON „Szubin” – kpt. piech. Michał Olisiewicz[d]
- dowódca 3 kompanii ON „Żnin” – kpt adm. (piech.) Jan Curzytek[e]
- dowódca 4 kompanii ON „Chodzież” – kpt adm. (piech.) Leon Wojtyniak[f]

Obsada personalna we wrześniu 1939 :
- dowódca batalionu - mjr Florian Sokołowski
- dowódca 1 kompanii strzelecka (dawniej ON „Kcynia”) - NN
  - szef kompanii - NN
  - dowódca I plutonu - NN
  - dowódca II plutonu - NN
  - dowódca  III plutonu - NN
- dowódca 2 kompania strzelecka (dawniej ON „Szubin”) - kpt. adm. (piech.) Jan Curzytek
  - szef kompanii - st. sierż. Jan Kubiak
  - dowódca I plutonu - por. rez. Tadeusz Miedzianowski
  - dowódca II plutonu - por. rez. Bartoszek
  - dowódca III plutonu - por. rez. Witkowski
- dowódca 3 kompanii strzeleckiej (dawniej ON „Chodzież”) - kpt. adm. (piech.) Leon Wojtyniak
  - szef kompanii - NN
  - dowódca I plutonu - ppor. rez. Witold Retz
  - dowódca II plutonu - ppor. rez. Alfons Olszewski
  - dowódca III plutonu - ppor. rez. Zbigniew Domański
- dowódca kompanii ckm - NN
  - dowódca plutonu ckm - ppor. rez. Walenty Karolczak
  - dowódca plutonu ckm - NN
  - dowódca plutonu ckm - NN

## Uzbrojenie batalionu typu II
- 16 oficerów, 126 podoficerów i 418 strzelców (razem 560 osób)
- pistolet – 28 egz.,
- karabiny i karabinki – 499 egz.,
- ręczny karabin maszynowy (w każdej 1. drużynie każdego plutonu strzeleckiego) – 9 egz.,
- ciężki karabin maszynowy – 3 egz.,
- granatnik kaliber 46 mm – 6 egz.,
- moździerz (Stokes-Brandt) kalibru 81 mm – 1 egz.
- rower – 22 egz.,
- motocykl – 4 egz.,
- samochód – 1 egz.,
- koń – 40 egz.,
- wozy taborowe – 22 egz.,
- kuchnia polowa – 3 egz.

Podczas mobilizacji alarmowej uzupełniono uzbrojenie batalionu zgodnie z etatem batalionu piechoty spec. Jednostka została zorganizowana według organizacji wojennej L. 3017/mob.org. baonu piechoty typ specjalny